# Canaima
Canaima là một chi nhện trong họ Pholcidae.

## Hình ảnh

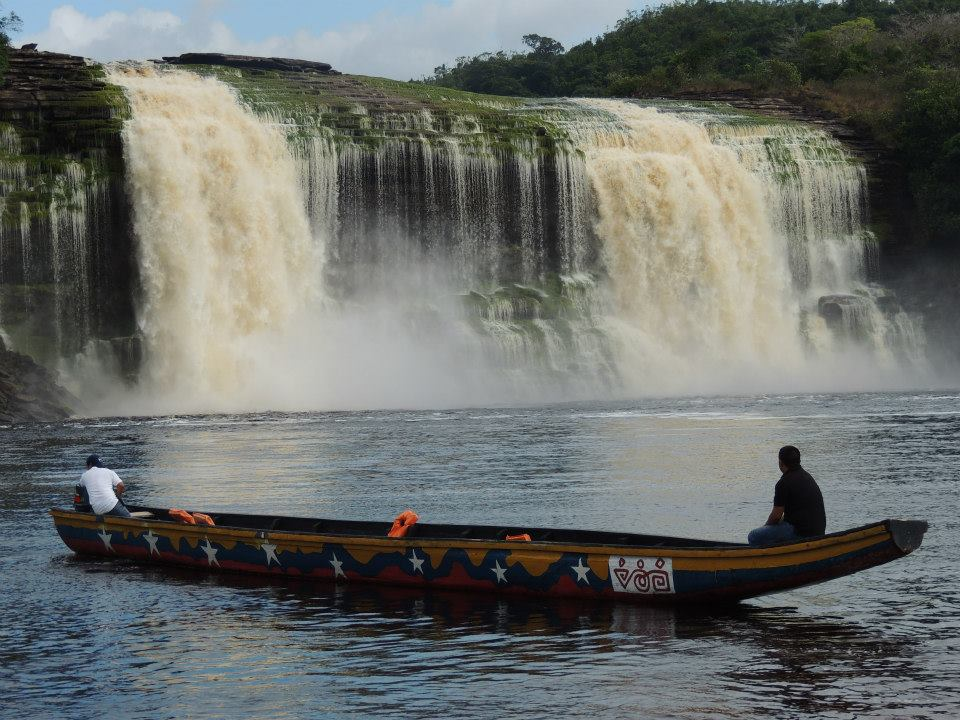

## Các loài
Các loài trong chi này gồm:
- Canaima arima (Gertsch, 1982)
- Canaima merida Huber, 2000